# 연세초등학교
연세초등학교(燕世初等學校)는 대한민국 세종특별자치시가 교육기본법에 따라 설치한 초등학교이다. 가칭 진의초등학교 (眞儀初等學敎)였다. 폐교 당시 총동문회측에서는 학구내에 학교가 신설될 경우 연세초등학교 교명을 승계하기로 행복도시건설청, 연기교육청과 협약한바 있다.

## 학교 연혁
- 1956년 9월 1일 연양국민학교 양화분교장 설치
- 1957년 4월 1일 연세국민학교로 승격
- 1996년 3월 1일 연세초등학교로 변경
- 2010년 2월 28일 행정중심복합도시 조성 계획으로 인한 폐교
- 2013년 10월 8일 재개교
- 2014년 3월 1일 한국교원대 교생실습협력학교 운영
- 2015년 3월 1일 영어 도서실 구축
- 2015년 7월 14일 (구)연세초등학교 동문회 승계 결정
- 2016년 2월 17일 제59회 졸업식(졸업생 74명, 총 3,268명)
- 2016년 3월 2일 시업식 및 입학식(23학급, 552명)
- 2017년 2월 7일 제60회 졸업식(졸업생 75명, 총 3,343명)
- 2017년 3월 2일 시업식 및 입학식(23학급, 552명)
- 2018년 1월 9일 제61회 졸업식(졸업생 76명, 총 3,344명)
- 2018년 3월 2일 시업식 및 입학식(25학급, 557명)

## 참고 자료
- 연세초등학교 - 한국교육학술정보원 학교알리미